# Nuottasaari (ö i Södra Karelen, Villmanstrand, lat 60,78, long 27,91)
Nuottasaari är en ö i Finland. Den ligger i sjön Ottojärvi och i kommunen Villmanstrand i den ekonomiska regionen  Villmanstrands ekonomiska region  och landskapet Södra Karelen, i den södra delen av landet, 180 km öster om huvudstaden Helsingfors. Öns area är 2,7 hektar och dess största längd är 370 meter i öst-västlig riktning.